# Dicranochaetaceae
Dicranochaete, rod zelenih algi smješten u vlastitu porodicu Dicranochaetaceae, dio reda Chaetopeltidales. Sastoji se od šest vrsta, od kojih je morska samo  Dicranochaete quadriseta.

## Vrste
1. Dicranochaete bohemica Nováková & Popovský
2. Dicranochaete britannica G.S.West
3. Dicranochaete quadriseta (Korshikov) Nováková & Popovksy
4. Dicranochaete reniformis Hieronymus - tipična
5. Dicranochaete terrestris L.Hoffmann & I.Kostikov
6. Dicranochaete variabilis Caisová & Melkonian